# مارک بوتروش
مارک بوتروش (انگلیسی: Marc Boutruche؛ زادهٔ ۱۹ سپتامبر ۱۹۷۶) بازیکن فوتبال اهل فرانسه است.
از باشگاه‌هایی که در آن بازی کرده‌است می‌توان به باشگاه فوتبال لوریان و باشگاه فوتبال استاد برستوا ۲۹ اشاره کرد.